# Stralsund Hauptbahnhof
Stralsund Hauptbahnhof – główny dworzec kolejowy w Stralsundzie, w kraju związkowym Meklemburgia-Pomorze Przednie, w Niemczech.

## Historia
Budowa obecnej stacji, w pobliżu centrum miasta została rozpoczęta 9 listopada 1903 roku, a 28 marca 1905 roku dworzec został otwarty dla podróżnych. Poprzednim dworcem był drewniany budynek zbudowany w 1863 roku zlokalizowany w dzielnicy Tribseer Vorstadt. Starania o budowę połączenia kolejowego do Stralsund trwały od 1843 roku, kiedy to powstało Stowarzyszenie na rzecz budowy kolei z Berlina przez Neustrelitz do Stralsund (Verein zur Erlangung einer Eisenbahn von Berlin über Neu-Strelitz nach Stralsund). Pierwszy pociąg dotarł na dworzec 27 września 1863 roku wraz z oddaniem do użytku linii kolejowej Angermünde – Stralsund. W kolejnych latach otwierano linie kolejowe do Berlina (1 stycznia 1878), do Ribnitz (1 lipca 1888) a 1 czerwca 1989 roku przedłużenie tej linii do Rostock.

## Połączenia
Stacja jest obsługiwana przez następujące pociągi:
Połączenia dalekobieżneː
- Intercity-Express (ICE 28) Stralsund - Eberswalde - Berlin - Halle - Jena - Norymberga - Monachium
- Intercity-Express (EC 27) Binz - Stralsund - Eberswalde - Berlin - Drezno - Praga
- Intercity-Express (IC 26) Binz - Stralsund - Rostock - Hamburg - Hanower - Kassel - Frankfurt (Main) - Karlsruhe
- Intercity-Express (IC 30) Binz - Stralsund - Rostock - Hamburg - Münster - Duisburg - Kolonia - Mainz - Karlsruhe
- Intercity-Express (IC 50) Binz - Stralsund - Eberswalde - Berlin - Halle - Erfurt - Fulda - Frankfurt

Połączenia regionalne obsługiwane w takcie 120 minː
- Regional-Express RE3 Stralsund - Greifswald - Pasewalk - Angermünde - Berlin - Wünsdorf-Waldstadt - Elsterwerda
- Regional-Express  RE5 Stralsund - Neustrelitz - Berlin - Jüterbog - Falkenberg (Elster)
- Regional-Express  RE9 Rostock - Velgast - Stralsund - Lietzow - Sassnitz/Binz
- Usedomer Bäderbahn UBB 1 Barth- Velgast - Stralsund
- Usedomer Bäderbahn UBB 2 Stralsund - Greifswald - Züssow - Wolgast - Heringsdorf - Świnoujście Centrum